# От (тауншип, Миннесота)
От (англ. Ault) — тауншип в округе Сент-Луис, Миннесота, США. На 2000 год его население составило 125 человек.

## География
По данным Бюро переписи населения США площадь тауншипа составляет 186,1 км², из которых 181,6 км² занимает суша, а 4,5 км² — вода (2,42 %).

## Демография
По данным переписи населения 2000 года здесь находились 125 человек, 64 домохозяйства и 32 семьией. Плотность населения —  0,7 чел./км². На территории тауншипа расположено 115 построек со средней плотностью 0,6 построек на один квадратный километр. Расовый состав населения: 99,20 % белых и 0,80 % коренных американцев.
Из 64 домохозяйств в 21,9 % воспитывались дети до 18 лет, в 39,1 % проживали супружеские пары, в 4,7 % проживали незамужние женщины и в 50,0 % домохозяйств проживали несемейные люди. 43,8 % домохозяйств состояли из одного человека, при том 20,3 % из — одиноких пожилых людей старше 65 лет. Средний размер домохозяйства — 1,95, а семьи — 2,59 человека.
18,4 % населения — младше 18 лет, 2,4 % — в возрасте от 18 до 24 лет, 25,6 % — от 25 до 44, 33,6 % — от 45 до 64, и 20,0 % — старше 65 лет. Средний возраст — 46 лет. На каждые 100 женщин приходилось 127,3 мужчин. На каждые 100 женщин старше 18 приходилось 126,7 мужчин.
Средний годовой доход домохозяйства составлял 40 179 долларов, а средний годовой доход семьи —  43 750 долларов. Средний доход мужчин —  41 458  долларов, в то время как у женщин — 18 750. Доход на душу населения составил 18 007 долларов. За чертой бедности находились 11,1 % семей и 14,6 % всего населения тауншипа, из которых 23,8 % младше 18 и 20,0 % старше 65 лет.